# Juan de Arespacochaga y de Felipe
Juan de Arespacochaga y de Felipe (Madrid, 27 de gener de 1920 - 1 d'octubre de 1999) enginyer i polític espanyol. Va ser Alcalde de Madrid de 1976 a 1978.

## Biografia
Va néixer a Madrid, en el si d'una família oriünda d'Elorrio (Biscaia). Era Doctor Enginyer de Camins, Canales i Ports per l'Escola de Madrid des de 1945, i després es llicencià en ciències polítiques.
En 1949 es va incorporar als Serveis Hidràulics de l'Estat, on va dirigir les obres de la presa del Vado, en la Província de Guadalajara, per al proveïment d'aigua a Madrid. En 1950 contreu matrimoni amb Marta Llopiz González, amb qui va tenir nou fills. El seu llibre Cartas de un coronel era una espècie d'autobiografia destinada principalment als seus nets.
En 1958 ja era cap del gabinet d'Estudis Hidràulics del Ministeri d'Obres Públiques. Fou expert de la UNESCO per al Desenvolupament Turístic de la República Dominicana i de Cartagena de Indias (Colòmbia). Entre 1962 i 1967 va ser Director General de Promoció del Turisme, encarregant-se dels Plans de Desenvolupament Econòmic de les províncies de Guadalajara, Albacete i Màlaga, i també els Plans de Promoció Turística a la Costa del Sol i a la Costa de Huelva. En 1967 fou president de l'Empresa Nacional de Turisme.
En 1976 deixà el càrrec quan va ser nomenat alcalde de Madrid a proposta de Manuel Fraga Iribarne i escollit procurador en Corts durant la X Legislatura de les Corts Espanyoles (1971-1976) Va deixar l'alcaldia en 1978 per donar pas a José Luis Álvarez.
Era ultraconservador, però com a gestor i primer edil va ser eficaç i innovador. Durant el seu mandat es va dur a terme el pla de millora i condicionament dels barris perifèrics, la terminació dels Jardins del Descubrimiento, així com les polèmiques Torres de Colón de la Plaza de Colón. Va ser, a més, el primer alcalde que va entaular contacte amb els aleshores incipients moviments veïnals.
A les eleccions generals espanyoles de 1977 fou escollit senador per designació reial. Membre del partit polític Reforma Democràtica, que es va integrar en la Federació d'Alianza Popular, va ser escollit senador per Madrid en la coalició AP-PDP a les eleccions generals espanyoles de 1982. Fou portaveu del Grup Parlamentari Popular del Senat, en 1983 va ser designat membre de la delegació parlamentària espanyola en el Consell Europeu. President del consell polític d'Aliança Popular, va ser reelegit senador per Madrid a les eleccions generals espanyoles de 1986.
El setembre del 1988 va elaborar un estudi en el qual proposava la formació d'una candidatura única entre el Centro Democrático y Social i AP pel Senat a diverses províncies. Aquest mateix mes va fer unes polèmiques declaracions en Xile a favor de la permanència d'Augusto Pinochet en el poder que li van valer dures crítiques i l'obertura d'un expedient a Aliança Popular.
En 1990 es va allunyar de l'activitat política. Quatre anys després va fer unes conflictives declaracions sobre l'«artera imprecisió» que la democràcia cristiana exercia en el Partit Popular, la qual cosa convertia al partit en «una formació mancada d'arpa, dubitativa per establir objectius bàsics».
Ha rebut, entre altres distincions, la Gran Creu del Mèrit Civil, l'Encomena d'Isabel la Católica, la Medalla d'Or del Mèrit Turístic, la medalla d'or de la República Italiana i l'Oficial de l'Orde de Nicham Iftibanv, de Tunísia.

## Obres
- Inversiones estatales y planificación (1955)
- Turismo y Desarrollo Económico (1963)
- La Industria Turística y la especulación del suelo (1965)
- Transportes y Desarrollo Económico (1968)
- Evolución, revolución e internacionalización del Ferrocarril (1969)
- Alcalde, solo (1979)
- Cartas a unos capitanes (1994)